# Claus Bienfait
Claus Bienfait (* 20. Januar 1951 in Hannover) ist ein deutscher Journalist.

## Leben und Wirken
Bienfait absolvierte nach dem Abitur 1968 ein Volontariat bei der Süddeutschen Zeitung in München. Er studierte zwei Semester am Brooks Institute of Photography in London und arbeitete ab 1971 für die Nachrichtenagentur Reuters. Er war Auslandskorrespondent für die Agentur in Mexiko-Stadt (1972), Kriegsreporter u. a. in Vietnam (1973) und 1974–1975 als Chef vom Dienst am Aufbau der deutschsprachigen Reutersdienste in Bonn beteiligt.
Von 1976 bis 1980 war er als Chefreporter der Zeitung Die Welt vor allem in Krisengebieten im Einsatz. Für den Südwestfunk Baden-Baden arbeitete er 1980 als Hörfunkmoderator, danach als Reporter für das ZeitMagazin. Von 1982 bis 1983 war er Auslandsredakteur des ZDF, von 1984 bis 2012 Geschäftsführer der VideoVision.tv Medien GmbH in Köln. Daneben arbeitete er unter anderem als Kommunikationsberater und Mediencoach. Seit 2011 unterrichtet er als Dozent an Hochschulen.
1979 wurde Bienfait mit dem World Press Photo Award in der Kategorie Spot News ausgezeichnet. 1990 erhielt er einen Ernst-Schneider-Preis in der Kategorie Fernsehen.
Bienfait betreibt einen Youtube-Kanal ThekenAlarm, der sich als „liberal-konservative Denkfabrik“ versteht. Er will damit denen eine Stimme geben, die „nicht als Verschwörer verdächtigt oder mit der Nazikeule attackiert werden wollen“.

## Kritik
In seinem Buch Presse- und Öffentlichkeitsarbeit in Banken und Sparkassen (Gabler Verlag, Wiesbaden 1995) warnte  der Autor Michael Cremer vor Journalisten, die „mit unsauberen Methoden arbeiten und sogar – um einer billigen Story willen – den Pressesprecher anlügen und blamieren“. Dagegen könne man sich im Vorfeld kaum wehren. Als Beispiel nannte Cremer Bienfaits Vorgehen als Autor bei dem im September  1993 gesendeten ARD-Film Die Geldmacher. Er berief sich auf Alfred B. J. Siebers Auseinandersetzung mit dem ARD-Beitrag in der MedienKritik vom selben Monat: Als ein Pressesprecher vor laufender Kamera eine vom Thema Electronic Banking abweichende überraschende Frage nicht sofort habe beantworten können und  gebeten habe, die Kamera anzuhalten und die Sequenz nicht zu senden, habe sich Bienfait nicht daran gehalten. Der Pressesprecher habe so nur als Einfaltspinsel erscheinen können.